# Rockingham Speedway
Der Rockingham Speedway ist eine Motorsport-Rennstrecke in Rockingham, North Carolina. Auf dem auch als „The Rock“ bezeichneten Speedway finden seit 1965 NASCAR-Rennen statt. Aufgrund der Kartellrechtsklage von Francis Ferko, einem Besitzer des Texas Motor Speedway, verlor er alle seine Rennen an andere Rennstrecken.

## Geschichte

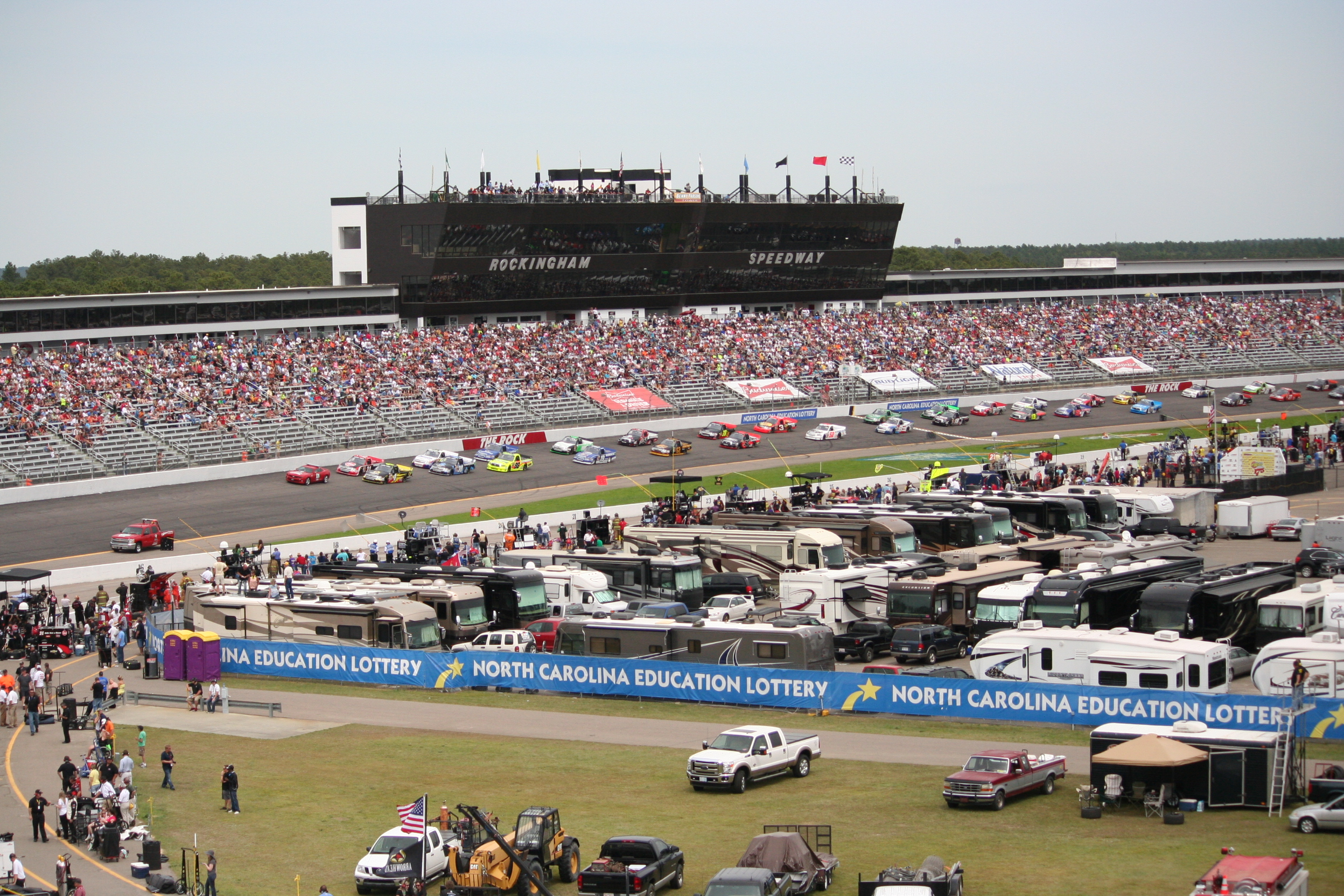
2013 North Carolina Education Lottery 200 am Rockingham Speedway

Die Rennstrecke wurde als North Carolina Motor Speedway im Jahre 1965 als flaches Oval mit einer Länge von einer Meile eröffnet. Im Jahre 1969 wurde sie umfangreich rekonfiguriert in ein D-förmiges Oval mit einer starken Kurvenüberhöhung und einer Länge von knapp über eine Meile. 1977 erfolgte die zusätzliche Konstruktion einer Infield-Straßenkurs-Sektion.
Im Jahre 1997 fusionierte der North Carolina Motor Speedway mit Penske Motorsports und wurde in North Carolina Speedway umbenannt.
Als Teil des Aufkaufs der Speedways von Penske im Jahre 1999 ging die Strecke in den Besitz von International Speedway Corporation (ISC) über. Nach der Saison 2003 wurde das Herbstrennen auf den California Speedway übertragen, der ebenfalls im Besitz der ISC ist. Grund waren die schwachen Besucherzahlen. So blieb nur noch das Rennen Ende Februar, was aber wegen der unvorhersehbaren Wetterbedingungen nicht besonders populär war. Der Termin wurde von einem späteren Frühjahrstermin nach vorne verlegt, als im Jahre 1992 der Richmond International Raceway einen späteren Termin beantragte, nachdem die Rennen dort in den 1980er Jahren bereits zweimal wegen Schnee hatten verschoben werden müssen. Gerüchte machten die Runde, dass der verbleibende Termin auch auf dem Spiel stand, als mehrere neue Strecken in wärmeren Regionen sich um das Rennen bemühten.
Obwohl es Spekulationen gab, dass die Saison 2004 vielleicht die letzte auf dem North Carolina Speedway sein könnte, war das Rennen dieser Saison nicht ausverkauft. Rund 10.000 Plätze blieben beim letzten NASCAR-Rennen am 22. Februar 2004 leer. In diesem letzten Rennen gewann Matt Kenseth mit einem der knappesten Vorsprünge der NASCAR-Geschichte von nur 0,010 Sekunden vor dem Neuling Kasey Kahne.
Als Folge der Kartellrechtsklage von Francis Ferko und den schwindenden Besucherzahlen änderte sich die Situation des Speedways drastisch. ISC verkaufte den North Carolina Speedway an Speedway Motorsports und das verbliebene Rennen wechselte auf den Texas Motor Speedway. Die Fans sahen die Situation allerdings etwas anders, indem das prestigeträchtige Southern 500 vom Darlington Raceway zugunsten eines zweiten Rennens in Texas vom Kalender gestrichen wurde und das Rennen vom North Carolina Speedway an den Phoenix International Raceway ging. Speedway Motorsports stimmte beim Verkauf zu kein NASCAR-Rennen auf dem Speedway zu veranstalten, solange er sich in ihrem Besitz befindet.

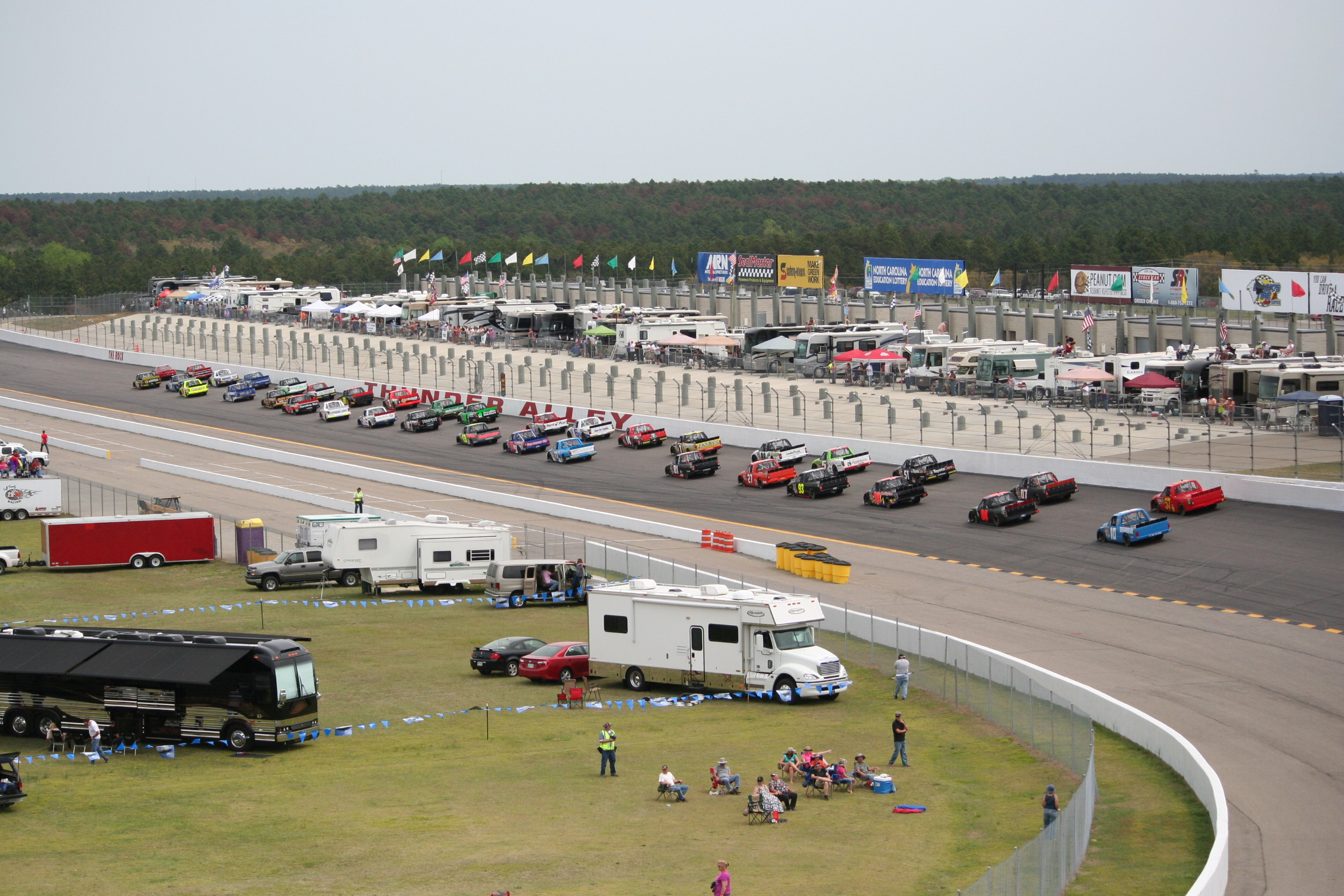
Gegengerade des Rockingham Speedways

Am 2. Oktober 2007 wurde der North Carolina Speedway im Rahmen einer Auktion versteigert. Der ehemalige Rennfahrer Andy Hillenburg ersteigerte die Rennstrecke für 4,4 Mio. US-Dollar. Gleichzeitig wurde er in Rockingham Speedway umbenannt. Auf ihm wurden danach Rennen niedrigerer Rennserien ausgetragen.
Im Jahr 2012 fand erstmals seit 2004 wieder ein NASCAR-Rennen statt, das Good Sam Roadside Assistance Carolina 200 der Camping World Truck Series. Dieses wurde lediglich im Folgejahr wiederholt.
Nach einem 2018 erfolgten erneuten Besitzerwechsel wurde 2021 der Rennbetrieb wieder aufgenommen. Für 2025 sind Rennen der Camping World Truck Series und der Xfinity Series geplant.

## Streckenbeschreibung
Die Strecke besteht aus einem knapp über ein Meilen langen D-förmigen Oval mit einem starken Banking in den Kurven (>20°). Der Belag selbst ist ziemlich rau im Vergleich zu anderen NASCAR-Strecken bedingt durch den hohen Sandanteil der Materialien, die für die Asphaltierungsarbeiten genutzt wurden. Die Reifen der Rennwagen werden hierdurch stark beansprucht und der Verschleiß ist entsprechend hoch. Aufgrund dieser Charakteristik ist das Reifenmanagement im Rennen entscheidender als auf anderen Rennstrecken.
Die Anlage umfasst auch ein zweites südlich des Hauptkurses gelegenes 0,526 Meilen langes Short-Track Oval für Testzwecke – genannt Little Rock – und einen nördlich der Anlage gelegenen Dragstrip.

## Testfahrten
Der North Carolina Speedway wurde in der Zeit nach dem ferko-Prozess zu einer Teststrecke für viele Teams im Sprint Cup und der Nationwide Series, nachdem NASCAR neue Restriktionen in Bezug auf Tests erlassen hat, um Geld zu sparen. Nachdem die Strecke vom Rennkalender gestrichen wurde, begannen die Teams mit dem Testen von Rennwagen und Motoren, insbesondere um den hohen Reifenverschleiß zu simulieren, wie er auch auf bestimmten anderen Strecken vorkommt. Nachdem NASCAR im Jahre 2006 das Testen auf allen aktiven Strecken im Sprint Cup mit Ausnahme von offenen Tests in der Mitte der Saison verbot, wurde das Testen in Rockingham entscheidend. Insbesondere für das Pep Boys Auto 500 auf dem Atlanta Motor Speedway, welches zum Chase for the Sprint Cup zählt, wird der Rockingham Speedway zum Testen verwendet. Die Rennstrecke wurde auch zu ausgiebigen Tests des neuen Rennwagens im Sprint Cup, dem Car of Tomorrow genutzt.
In dieser Zeit diente er als Stützpunkt für die Buck-Baker-Rennfahrerschule. Der früher North Carolina Speedway genannte Kurs wurde auch oft für Fernseh- und Spielfilmdreharbeiten genutzt, z. B. für 3: The Dale Earnhardt Story oder Ricky Bobby – König der Rennfahrer.